# Le Rousset
Le Rousset era una comuna francesa situada en el departamento de Saona y Loira, de la región de Borgoña-Franco Condado, que el 1 de enero de 2016 pasó a ser una comuna delegada de la comuna nueva de Le Rousset-Marizy al fusionarse con la comuna de Marizy.

## Demografía
| Gráfica de evolución demográfica de Le Rousset entre 1800 y 2013 |
|                                                                  |

Los datos demográficos contemplados en este gráfico de la comuna de Le Rousset se han cogido de 1800 a 1999 de la página francesa EHESS/Cassini, y los demás datos de la página del INSEE.